# 비라토리정

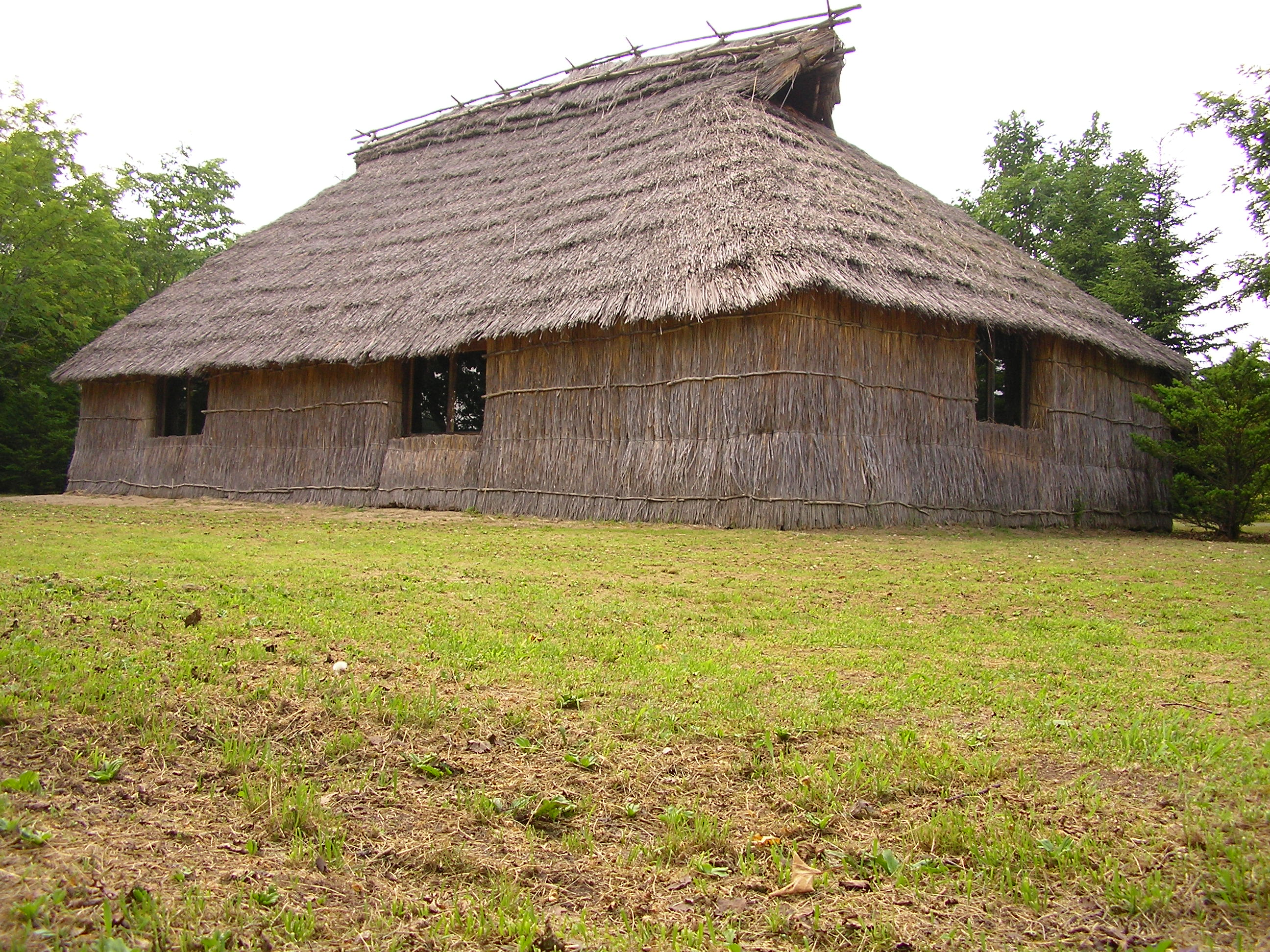
니부타니 아이누 문화 박물관의 복원된 치세

비라토리정(일본어: 平取町)은 일본 홋카이도 히다카 진흥국 관내에 있는 정이다.
지명의 유래는 아이누어의 ‘피라우트르’(ピラウトゥル, pira utur)로 ‘낭떠러지의 사이’라는 뜻이다.

## 지리
히다카 관내의 서부 산간에 위치한다.

### 인접한 자치체
- 히다카 진흥국
  - 사루군 히다카정
  - 니캇푸군 니캇푸정

- 이부리 종합진흥국
  - 유후쓰군 무카와정

- 가미카와 종합진흥국
  - 유후쓰군 시무캇푸촌

- 도카치 종합진흥국
  - 오비히로시

## 역사
- 1923년 - 2급 정촌제를 시행해 촌명을 비라토리촌으로 하였다.
- 1954년 - 정으로 승격해 비라토리정이 되었다.

## 산업
- 몬베쓰 지구는 벼농사, 밭농사, 낙농, 말 사육, 어업 등이 주산업이다. 어업으로는 빙어 양식을 하고 있다.
- 히다카 지구는 밭농사, 임업 등이 주산업이다.

## 교통

### 도로
- 국도 237호선